# Karl Tersztyánszky von Nádas

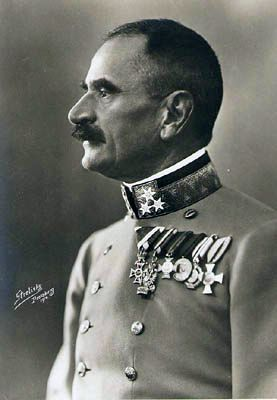
Karl Tersztyánszky von Nádas

Karl Tersztyánszky von Nádas, född 28 oktober 1854 i Szakolca, död 7 mars 1921 i Wien, var en österrikisk-ungersk militär. 
Tersztyánszky von Nádas blev officer vid kavalleriet och generalstaben, överste och regementschef (1898), generalmajor och brigadchef (1904), fältmarskalklöjtnant och kommendant i Budapest (1908) samt general av kavalleriet och chef för fjärde armékåren (1913). 
Under första världskriget förde Tersztyánszky von Nádas först sin armékår (Serbien, Galizien 1914–15), därefter fjärde armén (Volynien 1916) och slutligen tredje armén (östra Galizien 1917), vilket befäl han, sedan 1916 generalöverste, frånträdde i juli 1917. År 1918 tog han avsked. 
Tersztyánszky von Nádas skrev bland annat Gefechtsausbildung der Kavallerie (1907).